# گیل بیلاز
گیل بیلاز (به انگلیسی: Gil Bellows) یک بازیگر سینما و تلویزیون کانادایی است که بیشتر برای ایفای نفش تامی ویلیامز در فیلم تحسین شده رستگاری در شاوشنک شهرت دارد.

## زندگی شخصی
گیل بیلاز در سال ۱۹۹۴ با بازیگر آمریکایی، ریا کایهلستد ازدواج کرد و آن‌ها دارای دو فرزند به نام‌های «آوا امانوئل» و «جیوانی» هستند.

## قسمتی از فیلم‌شناسی
سینما:
- رستگاری در شاوشنک
- هواشناس
- ۲۴: رستگاری
- غیرقابل فکر
- خانه‌ای در پایان جاده
- عشق و ای ۴۵
- بوسه یهودا
- خرسی به نام وینی
- سفیدبرفی
- صدا زدن
- افق کور
- دختر وارد یک بار می‌شود
- جو زیبا
- ترفیع

سریال:
- قانون و نظم
- اسمالویل
- فلش فوروارد
- ذهن‌های مجرم
- ۱۱٫۲۲٫۶۳